# Jean-Philippe Toussaint

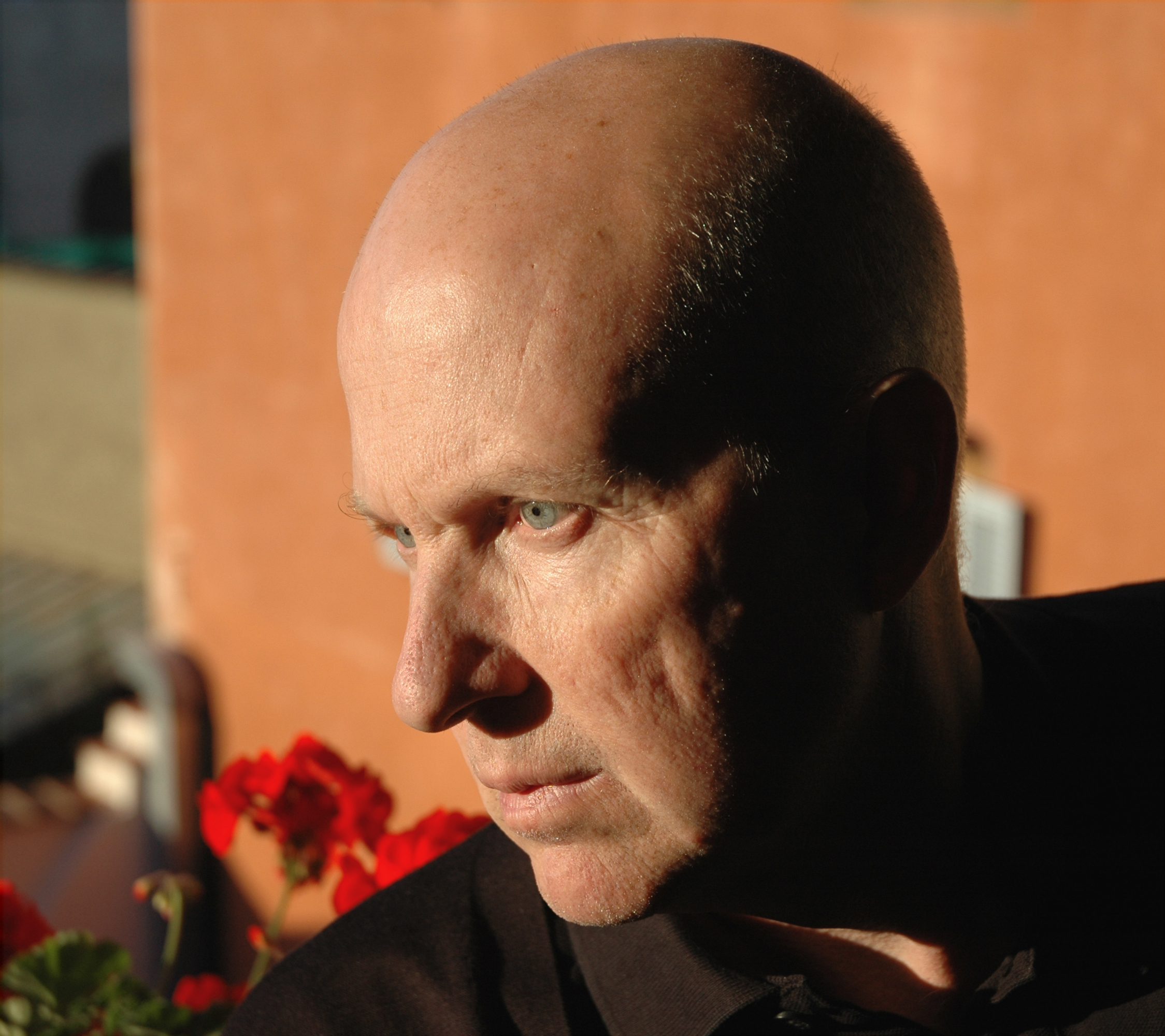
Toussaint in 2013

Jean-Philippe Toussaint (Brussel, 29 november 1957) is een Franstalig schrijver, regisseur en fotograaf uit België. Zijn romans zijn vertaald in meer dan twintig talen. Hij is sinds 2014 lid van de Académie royale de langue et de littérature françaises de Belgique.
Toussaint schrijft over het algemeen korte romans gekenmerkt door een droge, ontregelende humor. Het absurdisme van zijn eerste romans werd in zijn latere werk enigszins getemperd door meer handeling. Aan de vierdelige Cyclus van Marie schreef hij van 2000 tot 2013.

## Publicaties
- La Salle de bain, 1985
Prix littéraire de la Vocation, 1986
Vertaling van Marianne Kaas: De badkamer, 1986
- Monsieur, 1986
Vertaling van Marianne Kaas: Meneer, 1986
- L'Appareil-photo, 1988
Vertaling van Marianne Kaas: Het fototoestel, 1989
- La Réticence, 1991
Vertaling van Marianne Kaas: De aarzeling, 1992
- La Télévision, 1997
Prix Victor-Rossel, 1997
Vertaling van Marianne Kaas: De televisie, 1998
- Autoportrait (à l'étranger), 1999 (herzien 2012)
Vertaling van Marianne Kaas: Zelfportret (in den vreemde), 2000
- Faire l'amour, 2002
Vertaling van Marianne Kaas: Liefde bedrijven, 2004[1]
- Fuir, 2005
Prix Médicis, 2005
Vertaling van Marianne Kaas: Vluchten, 2007
- La Mélancolie de Zidane, 2006
- La Vérité sur Marie, 2009
Prix Décembre, 2009 en Prix triennal du roman van de Federatie Wallonië-Brussel, 2013
Vertaling van Marianne Kaas: De waarheid omtrent Marie, 2011
- L'Urgence et la Patience, 2012
- La Main et le Regard, 2012
- Nue, 2013
Vertaling van Marianne Kaas: Naakt, 2014
- Football, 2015
Grand prix Sport et Littérature
Vertaling van Marianne Kaas: Voetbal, 2016
- Made in China, 2017
- M.M.M.M., 2017
Verschijning van de Cycle Marie Madeleine Marguerite De Montalte in één boekdeel.

## Films
- La Salle de bain, 1989 (scenario)
- Monsieur, 1990 (André Cavensprijs, 1990)
- La Sévillane, 1992
- Berlin, 10 heures 46, 1994 (met Torsten Fischer)
- La Patinoire, 1998
- Hors du soleil, des baisers et des parfums sauvages, 2007 (met Ange Leccia)
- Trois fragments de "Fuir", 2012

## Tentoonstellingen
- 2001: CASO, Osaka
- 2002: Galerie-1 Civa
- 2006: Fondation Espace Ecureuil pour l'Art Contemporain, Toulouse
- 2007: Parvis3, Pau
- 2008: Domaine Orenga de Gaffory, Corsica
- 2012: Exposition Livre/Louvre, Louvre
- 2016: Voorstelling MMMM met The Delano Orchestra, Clermont-Ferrand